# 篠原玲央
篠原 玲央（しのはら れお、2001年6月23日 - ）は、東京都西多摩郡瑞穂町出身のプロ野球選手（外野手）。右投右打。くふうハヤテベンチャーズ静岡所属。

## 経歴
中学時代は瑞穂リトルシニアに所属していた。3年時にリトルシニア全国選抜野球大会に出場した。
高校は本庄第一高等学校に進学する。2年時より主に中堅手として試合に出場し活躍するが、3年間で甲子園出場はなかった。
大学は共栄大学国際経営学部に進学する。東京新大学野球連盟の硬式野球部では、3年時の春季リーグでデビューを果たすと、打率.415を記録し、首位打者とベストナインを獲得した。その後、腰を故障し、調子を崩すが、4年時には主に1番で活躍し、秋季リーグでは2度目のベストナインを獲得した。3学年上に山中尭之がいた。また、同期にはくふうハヤテでもチームメイトとなる野口渉がいた。
2023年12月7日、翌2024年シーズンから日本野球機構のウエスタン・リーグに新規参入するくふうハヤテベンチャーズ静岡に入団することが発表された。背番号は8

## 選手としての特徴
遠投120mを誇る強肩の持ち主。

## 詳細情報

### 背番号
- 8（2024年 - ）